# 重丘县
重丘县，中国古县名。
西汉置，治所在今山东省陵县东北神头镇，属平原郡。是平原郡十九县之一，在平昌县之西、鬲县之东、安德县之北，北邻勃海郡。东汉时省废。